# Monomorium albopilosum
Monomorium albopilosum är en myrart som beskrevs av Carlo Emery 1895. Monomorium albopilosum ingår i släktet Monomorium och familjen myror. Inga underarter finns listade i Catalogue of Life.